# Ernest Floege
Ernest Floege, né le 6 janvier 1898 à Chicago, décédé le 9 avril 1996 à Fredericksburg (Virginie), est, pendant la Seconde Guerre mondiale, un agent secret américain du Special Operations Executive (SOE). Il est envoyé deux fois en mission en France, dans la région du Mans en 1943 et dans le Doubs en 1944, pour y diriger le réseau action Sacristan.

## Éléments biographiques
1898. De parents français, Ernest Floege naît le 6 janvier 1898 à Chicago.
1910. Son père, ingénieur, est envoyé en France, où il installe l’équipement produit par sa société dans plusieurs villes. Il arrive en France à l'âge de douze ans. Il fait ses études à Nice.
Quelques années plus tard, quand son père est envoyé en Amérique du Sud, sa mère décide de rester à Nice.
1914. Son père meurt au début de l’année. Sa mère décide de rester définitivement en France.
1917. Dès l’arrivée des premiers contingents américains en France, il se rend à Saint-Nazaire pour s’engager. Après quelques semaines d’exercices, il devient l’interprète du colonel. De ce fait, il n’a l’occasion de faire le coup de feu qu’une fois, à Saint-Mihiel.
1918. À la fin de la guerre, sa demande d’être démobilisé en France est accordée et il retourne à Nice.
1921. Il se marie avec une jeune-fille du Mans.
1928. Sa femme meurt. Il s’installe à Angers.
1930. Il lance une compagnie d'autobus à Angers.
Dix ans plus tard, avec une dizaine de véhicules, la compagnie dessert toute la région.
Au début de la guerre, les Français réquisitionnent les meilleurs autobus pour la moitié de leur valeur, puis les Allemands s'emparent des autres. Ernest Floege met sur pied une petite organisation de résistance. La Gestapo mettant sa tête à prix, il est contraint d'abandonner et de passer en zone non occupée. Via Marseille, il rejoint Lisbonne, d'où il s'embarque pour les États-Unis. À peine arrivé à New York, il se porte volontaire pour retourner se battre en France. Son cas intéresse l'OSS. Il est recruté par Henry Hyde et part pour Londres servir comme agent de la SO affecté au SOE.
Première mission en France
Dans la nuit du 13 au 14 juin 1943, il est parachuté près de Tours, en même temps que Reeve « Olivier », l’assistant de Michael Trotobas «  Sylvestre ». André Dubois « Hercule », qui les accueille, va assurer la fonction d’opérateur radio de Floege jusqu’à l’arrivée d'André Bouchardon. Floege établit son quartier général à Mée. En décembre, Floege est trahi et sa maison est attaquée par la Gestapo. Il s'échappe. Après un voyage à travers l'Espagne, il parvient à Gibraltar et rejoint l'Angleterre sain et sauf.
Deuxième mission en France
Dans la nuit du 5 au 6 mai 1944, il est parachuté, en même temps qu’André Bouchardon, son opérateur radio. Ils viennent soutenir la Résistance intérieure dans le département du Doubs.
Fin de la guerre
Le 23 septembre 1944, le général Béthouart le présente au général de Gaulle, à Maîche. Deux jours plus tard, il quitte le terrain. Et il rentre à Londres le 7 octobre 1944.
Décès
Domicilié en dernier lieu à Fredericksburg (Virginie), Ernest Floege est décédé le 9 avril 1996. Il est inhumé au cimetière national d’Arlington.

## Identités
- État civil : Ernest Frederic Floege[3]
- Nom professionnel : Paul Siroux
- Comme agent du SOE, section F :
  - Nom de guerre (field name) : « Alfred »  puis « Pascal »
  - Nom de code opérationnel : Sacristan (en français Sacristain)
  - Fausse identité (histoire construite par le SOE) : Maurice Tessier, marchand de bois, domicilié à Versailles.
  - Fausse carte d'identité, fournie par le gendarme Auguste Eudes : Alfred Rigot, négociant en bois, né le 6 janvier 1898 à Lorient (Morbihan), domicile : Le Marais à Saint-Germain-sur-Ay (Manche). Taille : 1,72 m ; teint : mat ; cheveux : châtain. Carte supposée établie le 10 août 1940.
  - Autres pseudos : Paul Fontaine, Paul-Frédéric Fontaine, commandant Paul.

Parcours militaire :
- OSS
- SOE, section F ; grade : lieutenant, puis captain.

## Famille
- Son père : Floege August
- Sa mère : Schreiber Elisabeth
- Ses enfants : Claude
- Ses frères : Jacob - Ernest - Charles
- Sa sœur : Wilma

## Reconnaissance

### Distinctions
- Royaume-Uni : DSO,
- France : rien
- États-Unis : DSC, silver star

### Monument
- Monument Hercule Buckmaster. Avec celui d'André Dubois « Hercule » qui fut exécuté en déportation, le nom d'Ernest Floege est mentionné, en tant que chef du réseau Pascal-SACRISTAN, sur le mémorial érigé près du Mans[4] « en hommage au sacrifice de soixante-quatre résistants, membres des réseaux Hercule et Pascal-Sacristan, parmi lesquels neuf femmes et quatre garçons de moins de vingt ans, tous victimes de la Gestapo ».

## Œuvre
- Ernest-Fred Floege (préf. Maurice Buckmaster, ill. Édith-Renée Floege), Un petit bateau tout blanc : la résistance française vue par un officier américain parachuté deux fois en France occupée, Le Mans, Éd. à compte d'auteur, 1962, 244 p.Autobiographie, écrite en 1947.

## Sources et liens externes
- Fiche Floege, Ernst Frederick sur le site Special Forces Roll of Honour.
- (en) Michael R. D. Foot, SOE in France : An Account of the Work of the British Special Operations Executive in France, 1940-1944 (Government Official History), Whitehall History Publishing, in association with Frank Cass Publishers, juin 2004, 3e éd., 584 p. (ISBN 978-0-415-40800-4)1re édition : 1966 (London, Her Majesty's Stationery Office, HMSO), 2e édition : 1968 (édition révisée)Ce livre présente la version officielle britannique de l’histoire du SOE en France. Une référence essentielle sur le sujet du SOE en France.
  - Michael R. D. Foot (trad. de l'anglais par Rachel Bouyssou, préf. Jean-Louis Crémieux-Brilhac), Des Anglais dans la Résistance : le Service Secret Britannique d'Action (SOE) en France 1940-1944, Paris, Éd. Tallandier, coll. « Histoires d'aujourd'hui », mars 2008, 1re éd., 799 p. (ISBN 978-2-84734-329-8)
  - (fr) Michael R. D. Foot (trad. de l'anglais par Rachel Bouyssou, préf. Jean-Louis Crémieux-Brilhac), Des Anglais dans la Résistance : le SOE en France 1940-1944, Paris, Éd. Tallandier, coll. « Texto », mars 2011, 2e éd., 799 p. (ISBN 978-2-84734-766-1)Édition de poche
- Lt. Col. E.G. Boxshall, Chronology of SOE operations with the resistance in France during world war II, 1960, document dactylographié (exemplaire en provenance de la bibliothèque de Pearl Witherington-Cornioley, consultable à la bibliothèque de Valençay). Voir sheet 31, SACRISTAN CIRCUIT.
- Fabrizio Calvi, OSS, la guerre secrète en France, 1942-1945, les services spéciaux américains, la Résistance et la Gestapo, Hachette, 1990.
- Jean-Pierre Marandin
  - Résistances 1940-1944. Vol. 1 : À la frontière franco-suisse, des hommes et des femmes en résistance, éditions Cêtre, 2005, rééd. 2009,  (ISBN 978-2-87823-210-3).
  - Résistances 1940-1944. Vol. 2 : Le Pays de Montbéliard 1944 : lutte armée et répression, éditions Cêtre, 2005,  (ISBN 2-87823-141-4).
  - Le dernier des grands maquis de France, Le Lomont, août -septembre 1944, éditions du Sékoya, 2015,  (ISBN 978-2-84751-144-4).